# إقلاع من نقطة الصفر

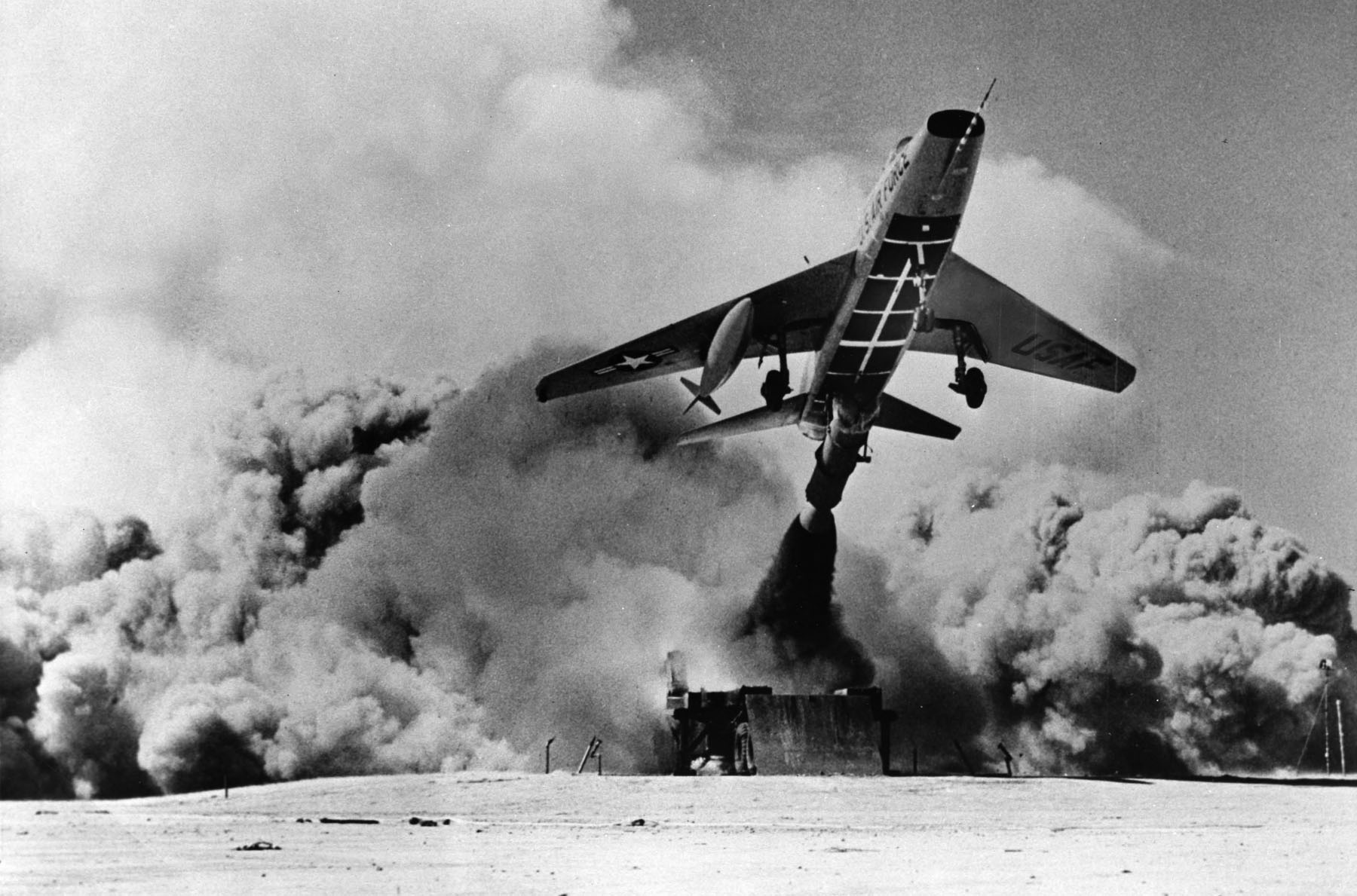
إف-100 خلال إقلاع من نقطة الصفر

نظام الإقلاع من نقطة الصفر كان نظاما تحمل فيه الطائرات النفاثة والحربية على صواريخ متصلة بمنصات إطلاق متحركة بحيث تقلع الطائرة من أي مكان دون الحاجة لممرات طويلة. جرت معظم تجارب الإقلاع من نقطة الصفر خلال الحرب الباردة في الخمسينات.
الميزة الأساسية للإقلاع من نقطة الصفر هي إلغاء الحاجة للإقلاع من مطارات مكشوفة معرضة للهجوم في أي وقت. ففي حالة هجوم مفاجئ، تستطيع القوات الجوية القيام بواجبها الدفاعي وشن الهجمات حتى إذا دمرت قواعدها الجوية. مع أن إطلاق الطائرة بواسطة الصواريخ الدافعة كان بلا مشاكل تقريبا، إلا أن الطائرة احتاجت مدرجا تقليديا للهبوط. كمان أن منصات الإطلاق المتحركة الضخمة كانت غالية التكاليف من حيث التشغيل وصعبة النقل كذلك. كما شكلت الطائرات خطرا أمنيا إذا حملت برؤوس نووية.
قامت القوات الجوية الأمريكية وسلاح الجو الألماني والقوات الجوية السوفيتية باختبارات إطلاق من نقطة الصفر. تم استبعاد وإلغاء جميع هذه المشاريع بسبب عدم فاعلية النظام ككل ونظرا للكفاءة المتزايدة للصواريخ الموجهة.
أهم الطائرات التي شاركت في هذه الاختبارات:
- إف-84 ثاندر جيت (أمريكية).
- إف-100 سوبر سابر (أمريكية).
- إف-104 ستار فايتر (أمريكية).
- ميكويان جيروفيتش ميج-19 (سوفييتية).